# لا تقلق (أغنية)
لا تقلق (بالإنجليزية: Don't Worry)‏ هو مسار من ألبوم مودرن توكينغ الخامس «رومانسية ووريورز»، والذي تم إصداره في عام 1987 للسوق الإسباني فقط حيث بلغت ذروتها في المرتبة 25 هناك.

## قائمة التشغيل
7 "Single Hansa 109436 year 1987
1. لا تقلق
2. أعمى حبك

12 "Single Hansa 609436 year 1987
1. لا تقلق
2. رومانسية ووريورز
3. أعمى حبك

## لا تقلق 2001
لا تقلق 2001 هي أغنية غير شرعية تم إصدارها في عام 2001، قام بإعادة مزجها بواسطة DJ RavL البولندي.

### قائمة التشغيل
قرص مضغوط مفرد SRS
1. «لا تقلق 2001» (Edgar III Disco Edit) (ديتر بولين) - 3:22
2. «لا تقلق 2001» (Edgar III Disco Remix) (ديتر بولين) - 6:34
3. «لا تقلق 2001» (Sea Side vs. دي جي رافل كلوب ميكس (ديتر بولين) - 5:36
4. «لا تقلق» (النسخة الأصلية الموسعة) (ديتر بولين) - 5:37

## روابط خارجية
- كلمات الأغنية الكاملة على مترولايركس
- "Don't Worry" على Discogs (قائمة بالإصدارات)